# IC 990
IC 990 је лентикуларна галаксија у сазвјежђу Волар која се налази на листи објеката дубоког неба у Индекс каталогу.
Деклинација објекта је + 39° 47' 54" а ректасцензија 14h 15m 49,1s. Привидна величина (магнитуда) објекта IC 990 износи 14,7 а фотографска магнитуда 15,7. IC 990 је још познат и под ознакама MCG 7-29-56, CGCG 219-63, NPM1G +40.0347, PGC 50958.